# Comuna Trbovlje
Trbovlje (Občina Trbovlje) este o comună din Slovenia, cu o populație de 18.248 de locuitori (2002).

## Localități
Čebine,Čeče, Dobovec, Gabrsko, Klek, Ključevica, Knezdol, Ojstro, Ostenk, Planinska vas, Prapreče, Retje nad Trbovljami, Sveta Planina (nekdanji Partizanski Vrh), Škofja Riža, Trbovlje, Vrhe, Završje, Župa